# A Black Moon Broods over Lemuria
A Black Moon Broods over Lemuria (v překladu Černý Měsíc se vznáší nad Lemurií) je debutní studiové album britské black metalové skupiny Bal-Sagoth z roku 1995, které vyšlo u britského vydavatelství Cacophonous Records. Bylo nahráno v Academy Music Studio již v červnu/červenci 1994, ale kvůli problémům s vydavatelstvím vyšlo až téměř o rok později.

## Seznam skladeb
1. "Hatheg Kla" – 1:59
2. "Dreaming of Atlantean Spires" – 6:15
3. "Spellcraft & Moonfire (Beyond the Citadel of Frosts)" – 7:10
4. "A Black Moon Broods over Lemuria" – 9:53
5. "Enthroned in the Temple of the Serpent Kings" – 5:09
6. "Shadows 'Neath the Black Pyramid" – 6:30
7. "Witch-Storm" – 5:07
8. "The Ravening" – 2:23
9. "Into The Silent Chambers of the Sapphirean Throne (Sagas from the Antediluvian Scrolls)" – 8:27
10. "Valley of Silent Paths" – 1:34

## Sestava
- Byron Roberts – vokály
- Chris Maudling – kytara
- Jonny Maudling – klávesy, bicí

### Další personál
- Gian Pyres (jako John Piras) – kytarové sólo ve skladbě "The Ravening"
- Jason Porter – baskytara
- Mags - producent, zvukový inženýr